# Vauxhall XVR

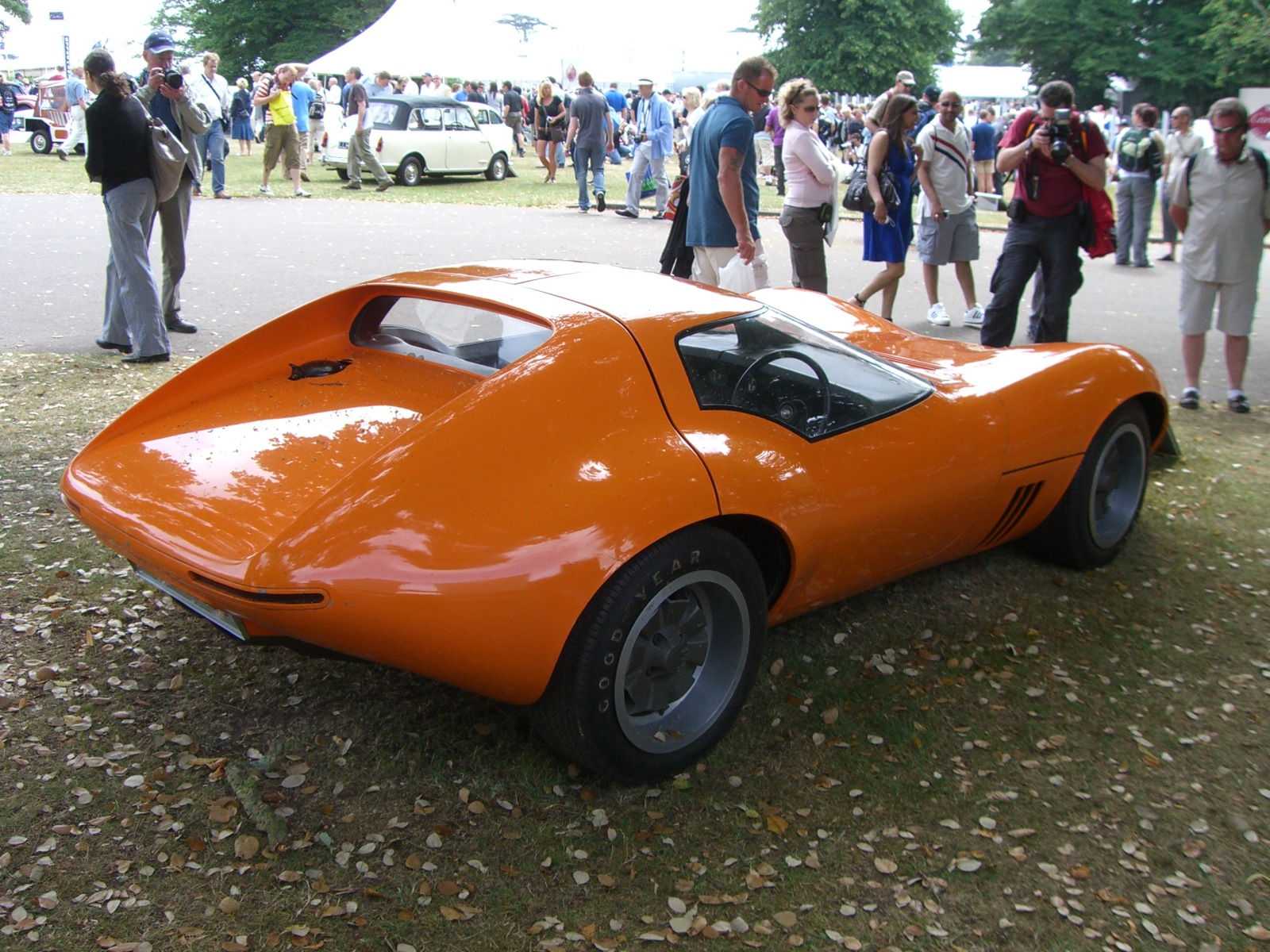
Вид сзади

Vauxhall XVR — концепт-кар, выпущенный в 1966 году компанией Vauxhall. Название расшифровывается как eXperimental Vauxhall Research.

## Описание
Впервые Vauxhall XVR был представлен в марте 1966 года на Женевском автосалоне. Несмотря на то, что пресса оставила положительный отзыв, автомобили Vauxhall XVR так и не были запущены в серийное производство.
Всего было выпущено три прототипа XVR. Двое из них представляли собой макеты из стекловолокна без двигателей, в то время как один из них был полностью функциональным образцом с металлическим корпусом. Он был разработан компанией Motor Panels из Ковентри. Полностью функциональный автомобиль был представлен лишь в марте 1966 года. В общей сложности, на проектирование и разработку концепт-кара было потрачено 5 месяцев.
До настоящего времени сохранился только один из макетов, так как Vauxhall раздавил и ходовой прототип, и другой макет. Уцелевший автомобиль остаётся в собственности Vauxhall Motors и в настоящее время выставлен в Британском автомобильном музее (англ. British Motor Museum).

## Технические характеристики
XVR оснащён 2,0-литровым рядным четырёхцилиндровым двигателем Vauxhall Slant-4 мощностью около 75 кВт (100 л. с.) в паре с четырёхступенчатой механической трансмиссией. Подвеска автомобиля независимая, а на всех четырёх колёсах имелись дисковые тормоза. Максимальная скорость составляет более 160 км/ч.